# Историко-природный парк Ширкент
Историко-природный парк Ширке́нт (тадж. Боғи таърихию табиии Ширкент) — национальный парк Таджикистана, расположенный на территории Турсунзадевского района, в бассейне одноимённой реки, на южных склонах Гиссарского хребта.

## История
Историко-природный парк Ширкент организован 21 мая 1991 года Решением Турсунзадевского горайисполкома с целью сохранения генофонда уникальной фауны и флоры, культурных ценностей, а также для организации экологического туризма.
Инициатива, подготовка решения и дальнейшие шаги по обоснованию парка были начаты работником Госкомприроды Таджикской ССР, руководителем ВТК по обоснованию первых парков, начальником ООПТ Бузуруковым Ан. Д. Данный парк явился первым природным (региональным) в Таджикской ССР с целью сохранения генофонда уникальной фауны и флоры, культурных ценностей, а также для организации экологического туризма. Проект обоснования был разработан с участием ведущего специалиста районной планировки Ерёменко В. Ф., к геологической описательной части был привлечён геолог Новиков В. П., которого в дальнейшем формально назначили заместителем по науки Ширкентского И. П., учитывая его желание покинуть тихо Таджикистан и найти без затруднения аналогичную работу в России.

## Физико-географическая характеристика
Ширкентский парк располагается в бассейне одноимённой реки на южных склонах Гиссарского хребта. Имеет в основном естественные границы, с севера он ограничен хребтом Мечетли (Колырга), с запада и востока — водоразделами с соседними реками Обизаранг и Каратаг; южная граница парка проходит вблизи с. Ширкент. В северной части парка находится поселение Пашмикухна, близ южной границы располагаются развалины Киргизкишлака. Территория парка составляет площадь 3000 га. Природные условия долины Ширкент во многом типичны для южных склонов Гиссарского хребта.
Климат по сравнению с климатом других высокогорных районов более сухой и холодный. Лето здесь менее жаркое, зима более суровая и продолжительная, а осенние и весенние периоды сокращены. Среднегодовая температура колеблется от 11 градусов в теплом поясе, на высоте 1800 м, и до 8 градусов на высоте 3000 м.
Среднегодовая высота снежного покрова в феврале достигает 60-70 см, а общее количество дней, в которых держится снег, — от 100 до 130.
Рельеф Ширкентского парка отличается сильной расчленённостью и перепадом абсолютных высот от 4000-4500 м на севере до 800—1000 м на юге.

## Памятник неживой природы
Памятник неживой природы объединяет около 40 уникальных объектов, относящихся к следующим категориям: геологические, гидрологические, гляциологические.
Самыми значительными в этом ряду являются три разновозрастных местонахождения следов динозавров, с общим количеством отпечатков ног вымерших ящеров более 400. К числу редких относятся также ископаемые следы сверления камнеточцев и гигантские знаки волновой ряби, трещины усыхания морского ила и реликты коры выветривания в разрезах мезозоя. В пределах Ширкентского барьера широко представлены весьма своеобразные и живописные формы скульптурного (руинного) рельефа.

## Флора и фауна

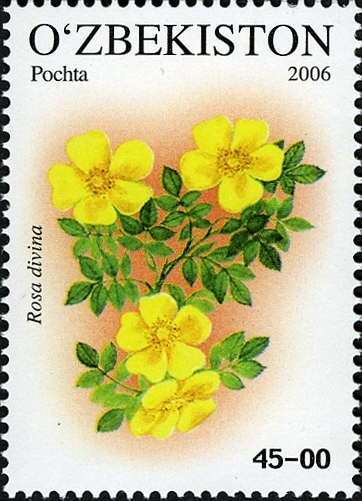
Rosa divina на почтовой марке Узбекистана

Животный мир отличается большим разнообразием. Фауна Ширкента включает около 150 видов позвоночных, из них 30 видов млекопитающих. Среди млекопитающих выделяются грызуны, крупные и мелкие хищники, в том числе снежный барс (Uncia uncia), каменная куница (Martis foina), медведь (Ursus arctos), горностай (Mustela erminea) и ласка (M.nivallis). Наибольшим видовым разнообразием обладают птицы — 40 оседлых и 55 перелетных видов, редкие из них — белоголовый сип (Gyps fylvus), туркестанский балобан (Falco cherriug catsi), рыжеголовый сапсан (F. perefrinoides) и др. виды.
Растительность подчинена высотно-климатическим факторам, в результате чего наблюдается последовательная смена:
- от ксерофитного редколесья (1000—1800м) виды древесных пород представляют — каркас кавказский (Celtis caucasica), миндаль бухарский (Amygdalus bucharica), клен Регеля (Acer Regelii), боярышник (Cratagnus sp.), кустарники — шиповник (Rosa divina), роза кокандская (Rosa kokandii) и др.;
- широколиственных лесов (1800—2600 м), арчевых лесов (2000—3000 м), здесь встречаются эндемики Средней Азии — арча зеравшанская (Juniperus seravschanica) и арча полушаровидная (Juniperus semiglobosa) — развиваются здесь с мелового периода, также произрастают виды лекарственных растений — душица мелкоцветковая (Origanum tyttanthum), зверобой шероховатый (Hypericum scabrum), зверобой обыкновенный (Hypericum perforatum), горицвет туркестанский (Adonis turkestanicus) и др.;
- субальпийских лугов (2800—3000 м), где произрастают не менее 350 видов высших растений, большая часть которых имеет кормовое, лекарственное и пищевое значение — торон дубильный (Polygonum coriarium), юган кормовой (Prangos pabularia), виды дудника (Angelica ternata), пион величественный (Paeonia intermedia), тюльпаны (Tulipa sp.) и др.;
- до альпийских лугов в сочетании с горными степями (3000—4000 м). Уникальность растительности района заключается в том, что широколиственные мезофильные леса повсеместно сочетаются с хвойными, причем последние на предельных высотах встречаются в «чистом» виде. Этим Ширкент отличается от лесов Зеравшанского и Туркестанского хребтов.

## Следы динозавров
В ИПП Ширкенте в позднеюрском периоде от 160 до 140 млн лет на назад на территории в пойме реки Ширкент обитали настоящие динозавры, следы которых можно увидеть по сей день.

### Ширкентазавр
Shirkento sauropus shirkentensis

Название: родовое и видовое название от района Ширкент.

Описание. Крупные и средних размеров трехпалые следы двуногого пальцеходячего динозавра. Первый и пятые пальцы редуцированы и не оставляют следов на грунте. Стопа широкая, с малообособленной широкозакругленной пяткой. Пальцы почти параллельны друг другу, их передний край имеет округлые очертания, иногда слабо заострен. Следы копей не наблюдались. Средний палец незначительно выступает вперед от боковых, или совсем не выступает. Боковые пальцы плохо обособлены от пяточной области и кажутся длиннее среднего. Оси отдельных следов практически параллельны осевой линии цепочек и отклоняются от неё не более чем на 7-10 см. Глубина отпечатков 3-5 см
Размеры в м.
- Длина стопы 0.48
- Ширина стопы 0.38
- Длина ср. пальца 0.26
- Ширина пальцев 0.09
- Длина шага от 0.48 до 1.69

Местонахождение: южный склон Гиссарского хребта в верховьях левого притока реки Ширкент.
Около 200 отпечатков стоп, сгруппированных в 3 десятка цепочек различной длины.

### Харкушозавр
Kharkushosauropus kharkushensis

Родовое и видовое название от района Харкуш.

Крупные трехпалые отпечатки следов двуногого пальцеходячего динозавра 1-й 5-й пальцы редуцированы и не оставляют следов в передней части следы сильно вдавленны в породу. пяточная часть обособлена и имеет округлые очертания отпечатки частично прикрывают линию хода и разворачиваются в обе стороны не более чем 5-7⁰ угол между 2-м и 3-м пальца длиннее 2-го и 4-го конфигурация кончиков пальцев на некоторых отпечатков свидетельствует о наличии когтей глубина отпечатков — 4-7
- Размеры в м.
- Голотип
- Длина стопы 0.57
- Ширина стопы 0.47
- Длина 3-го пальца 0.29
- Длина 2-го пальца 0.18
- Длина 4-го пальца 0.16
- Длина шага от 0.69 до 1.80

Южный склон Гиссарского хребта в верховьях левого притока реки Ширкент в 4-х километрах восточнее Киргиз-кишлака.
Материал: около 50 отпечатков стоп, сгруппированных в несколько изолированных цепочек различной длины.

### Мирзозавр
Mirzosauropus tursunzadevi

Название: название рода и вида в честь поэта Мирзо Турсунзаде, родившегося несколько восточнее от местонахождения следов в к. Каратаг. 

Описание. Трёхпалые овальные следы крупных размеров двуногого динозавра. Форма не отчетлива. Следы сильно вдавлены в породу и окружены валиками отжатого грунта. Различаются неясно выраженные отпечатки 3 коротких и широких пальцев широконической формы. Угол между 2 и 3 пальцами составляет 25 градусов, а между 3-м и 4-м 20 градусов. Отпечаток 3-го пальца значительно шире отпечатка 2-го и 4-го. Первый и пятый пальцы, по-видимому, редуцированы. Явственные следы когтей не наблюдались. Пяточная область большая и широкая. Глубина отпечатков 4-6 см.
Размеры, м голотип
- Длина стопы 0,68
- Длина 3-го пальца 0,54
- Длина 2-го пальца 0,08
- Длина 4-го пальца 0,06
- Длина шага 0,68-1,8

Сравнение. От всех известных на территории Средней Азии следов тероподового типа отличается пяточной областью. Формой и размерами несколько напоминает угольный слепок со следа, оставленного в верхнемеловых отложениях штата Юта в Америке. Однако у последнего средний палец более четко выражен и значительно длиннее боковых. Некоторое сходство данные следы имеют со следами из верхнего горизонта горы Сатаплиа в Западной Грузии, но они отличаются большими размерами и более древним возрастом.

Замечание: В. П. Новиков и В. В. Радилиловский отнесли эти следы к четвероногим зауроподам. Однако отпечатков передних ног не найдено. Это означает, что животное было двуногим.

Местонахождение. Южный склон Гиссарского хребта, в верховьях левого притока реки Ширкент, в 4-х км восточнее Киргизкишлака.

Материал. Около 50 отпечатков стоп, сгруппированных в несколько изолированных цепочек различной длины.

### Регарозавр
Regarosauropus manovi

Название рода от района Регар.

Описание: трёхпалые следы средних размеров двуногого пальцеходячего динозавра, пальцы узкие. Глубина отпечатков 2-4 см.
Размеры в м
Голотип
- Длина стопы 0.26
- Ширина стопы 0.16
- Длина 3-го пальца 0.16
- Длина 2-го пальца 0.135

Местонахождение: южный склон Гиссарского хребта в верховьях левого притока реки Ширкент.

Материал: около 45 отпечатков стоп, сгруппированных в несколько цепочек различной длины.